# 国分寺 (大阪市)
国分寺（こくぶんじ）は、大阪市北区国分寺にある仏教寺院で、真言宗国分寺派の大本山。山号は護国山。本尊は薬師如来坐像。「摂津国分寺」「長柄国分寺」ともいう。
「国分寺」は北区の町名でもあり、現行行政地名は国分寺一丁目から二丁目まである。2016年（平成28年）9月30日現在の人口は2,392人、世帯数は1,506世帯。

## 歴史
寺伝によれは斉明天皇の頃、日本法相宗の祖・道昭が孝徳天皇の菩提を弔うために難波長柄豊碕宮の一角に建てた長柄寺を起源とする。天平13年（741年）、聖武天皇の国分寺創建の発願により、長柄寺が摂津国の国分寺になったという。後には歴代天皇十四帝の勅願道場となっている。
慶長20年（1615年）の大坂夏の陣の戦火にあい全焼。そのまま江戸時代の初期、約百年近くに渡って荒廃してしまう。享保3年（1718年）、中興の祖・快円律師によって復興し、後には関所道中御免の鑑札発行所としての特権を江戸幕府から与えられている。
明治時代となり、廃仏毀釈の混乱で境内が大幅に縮小するも1897年（明治30年）にようやく教昇大僧正が諸堂を営繕して整え聖武天皇尊殿や記念碑を建立している。しかし、1934年（昭和9年）の室戸台風により甚大な被害を受けその修復もままならない1945年（昭和20年）6月15日の第4回大阪大空襲で旧書院門（現：山門）を残し、寺宝諸共全て灰燼に帰した。
戦後、またしても境内地を大幅に縮小するも、1947年（昭和22年）には真言宗国分寺派本山となって独立する。1965年（昭和40年）には昭和金堂を落慶させている。
『摂津名所図会』には本尊阿弥陀仏は聖徳太子の作、赤不動尊は空海の作とあり、行基の開基とする。摂津国分寺については、別に天王寺区にも国分寺がある。なお、「難波往古図」には当寺を「国分尼寺」として記載している。

## 境内
- 昭和金堂（本堂） - 1965年（昭和40年）再建。
- 護摩堂
- 霊明殿
- 鐘楼
- 庫裏
- 天六ガス爆発慰霊堂 - 1970年（昭和45年）4月8日の天六ガス爆発事故での死者79名を慰霊する。
- 河合雲啼句碑 - 泳ぎ出て淋しくなりぬ雲の峰　雲啼

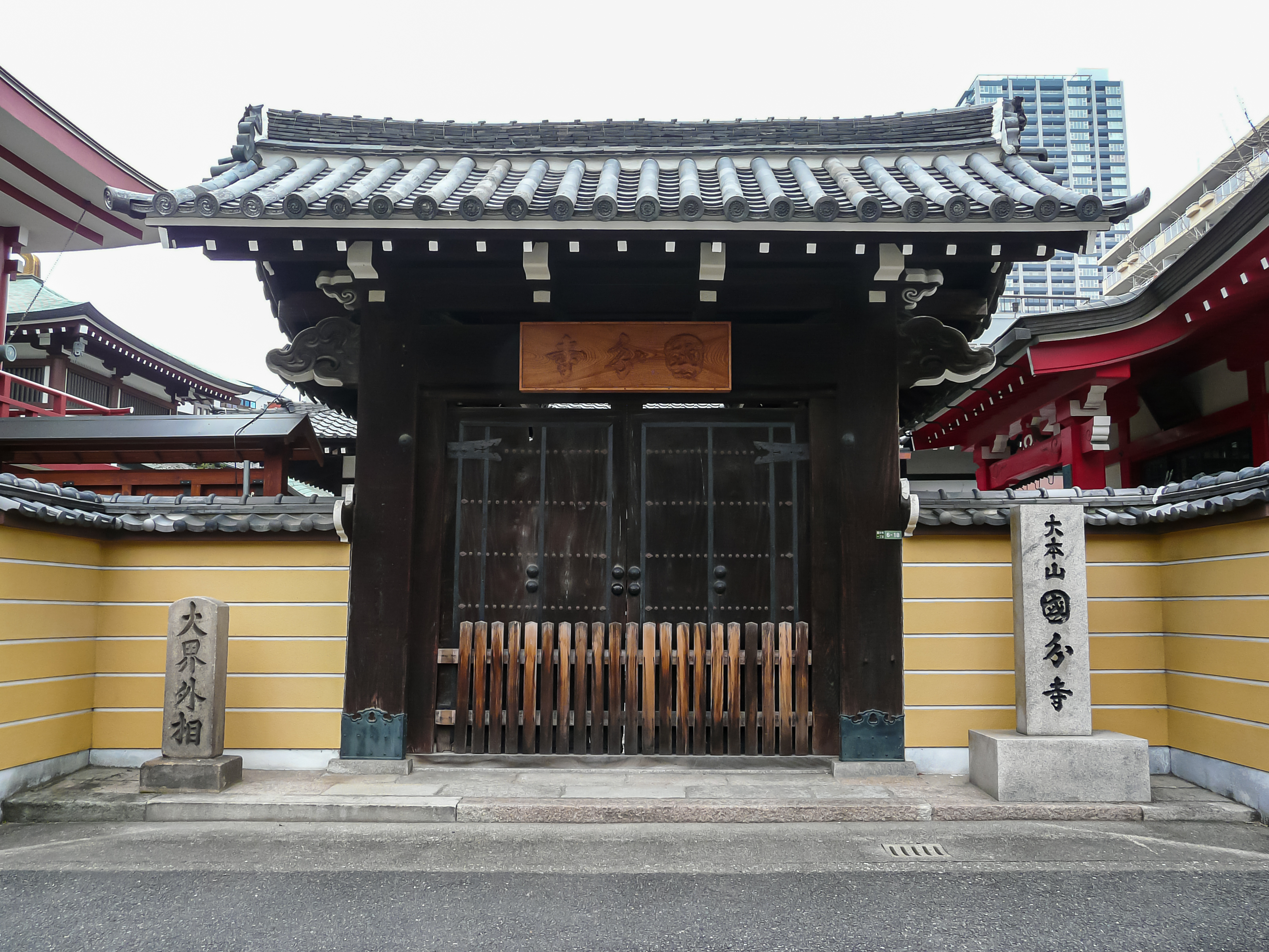
山門
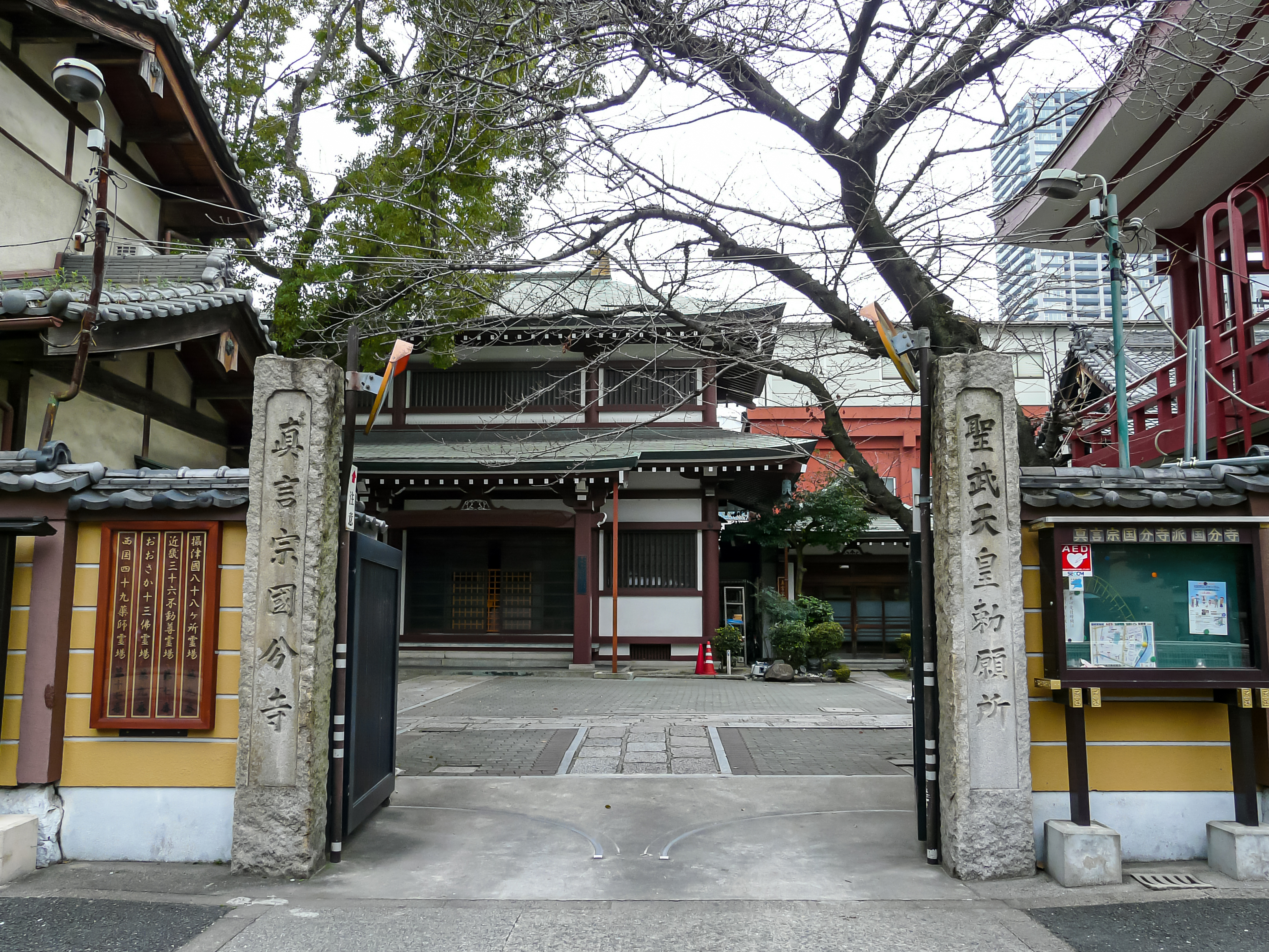
石門（通用門）
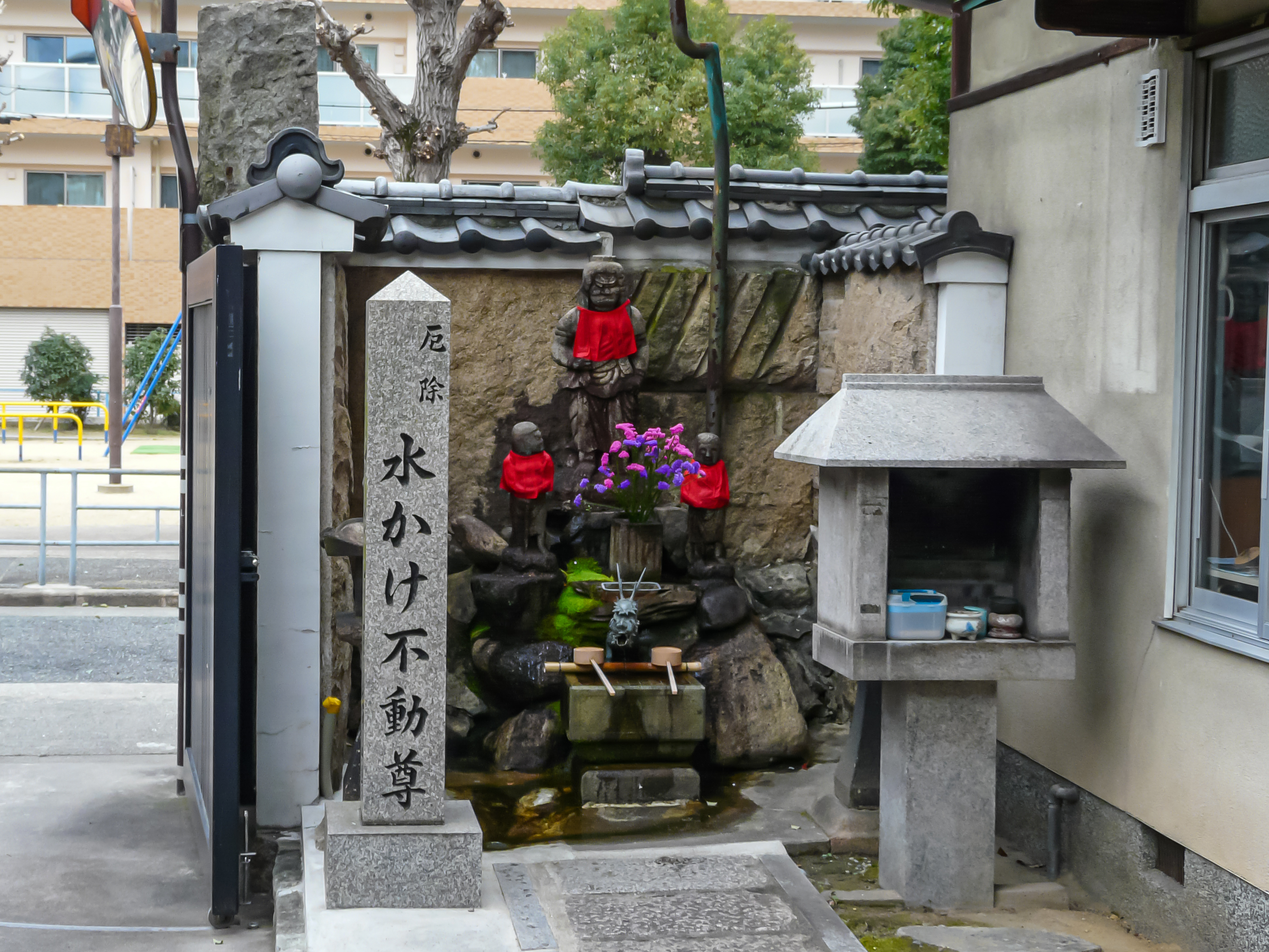
水かけ不動尊
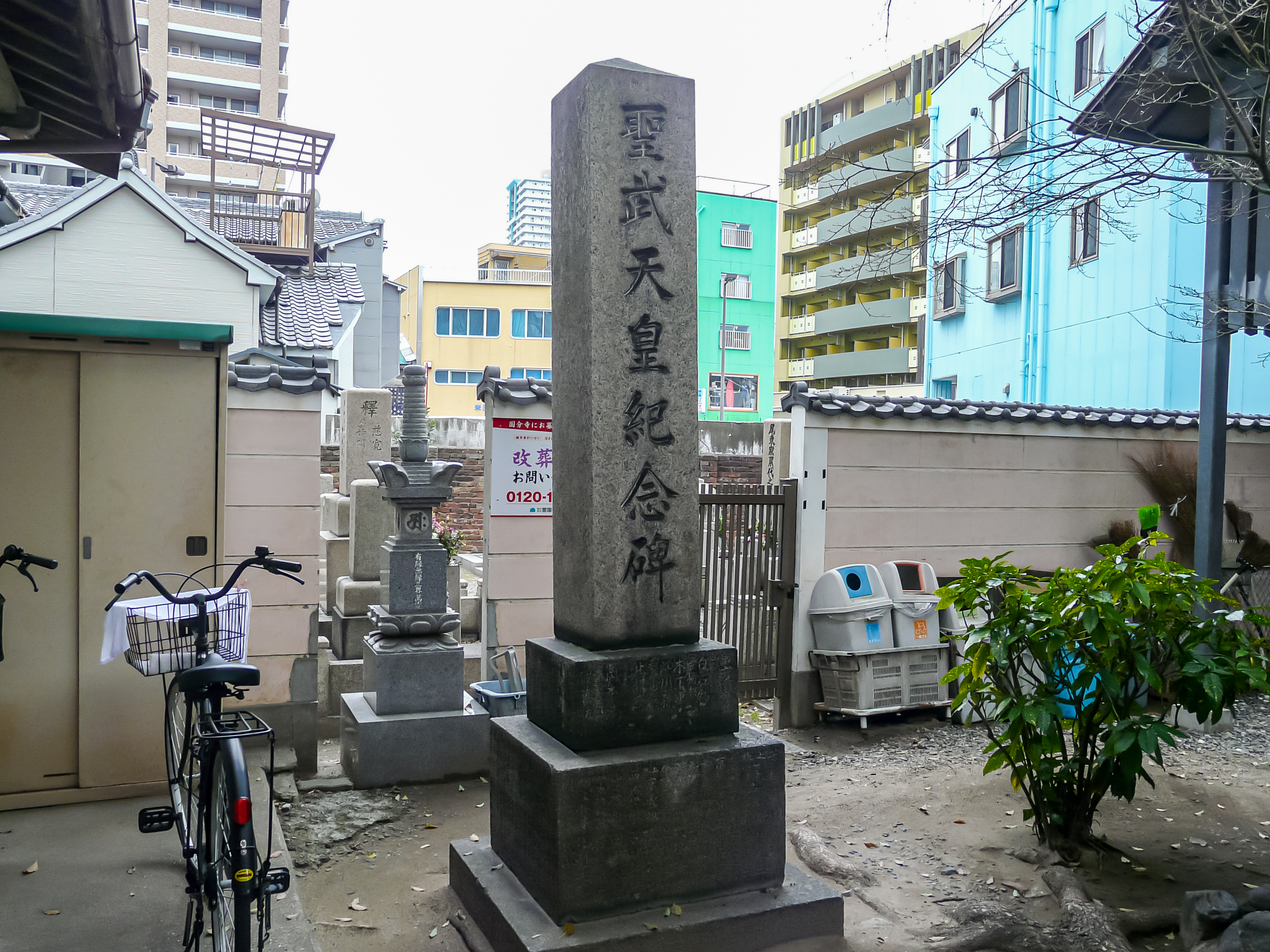
聖武天皇紀念碑
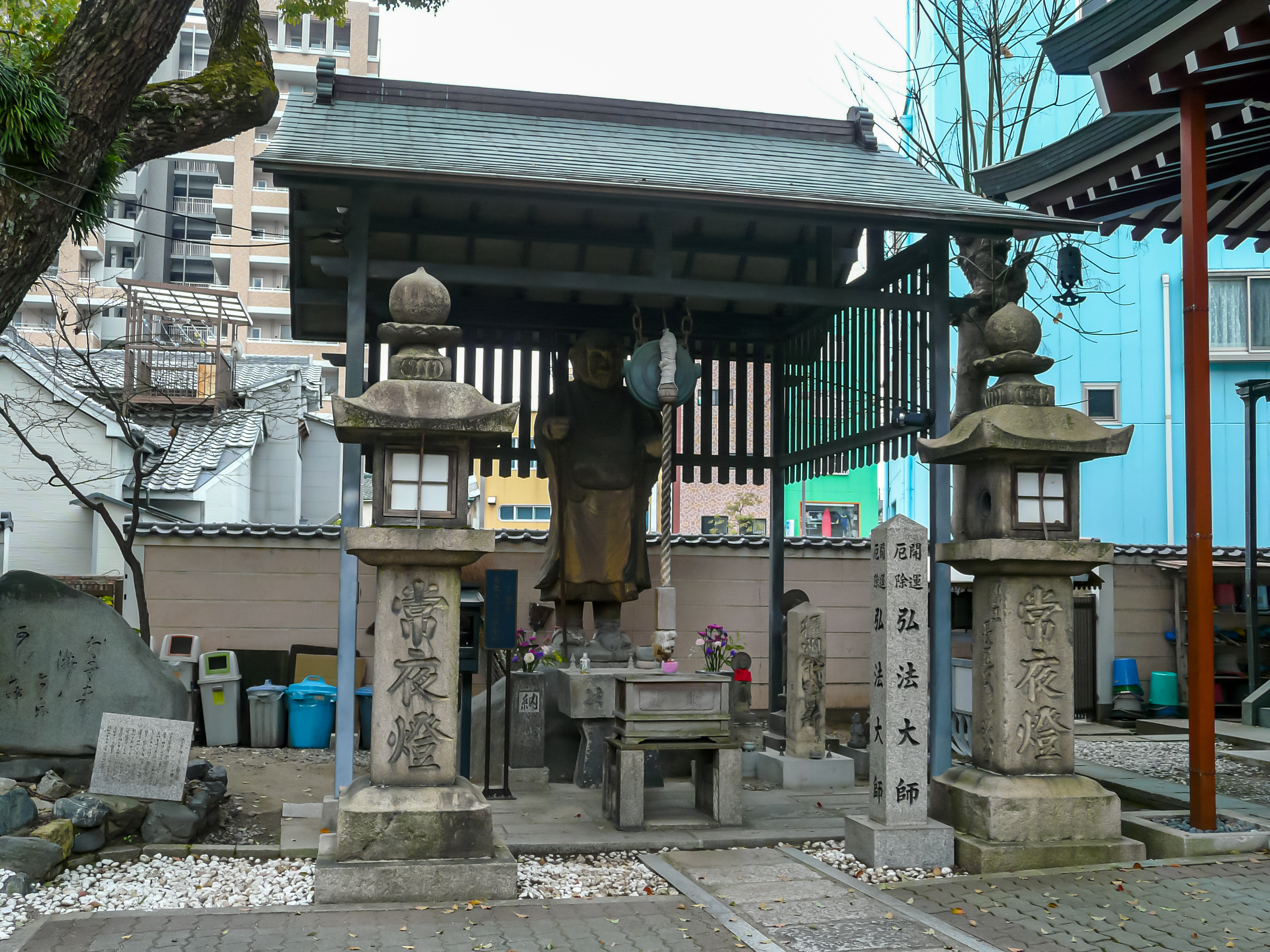
弘法大師像
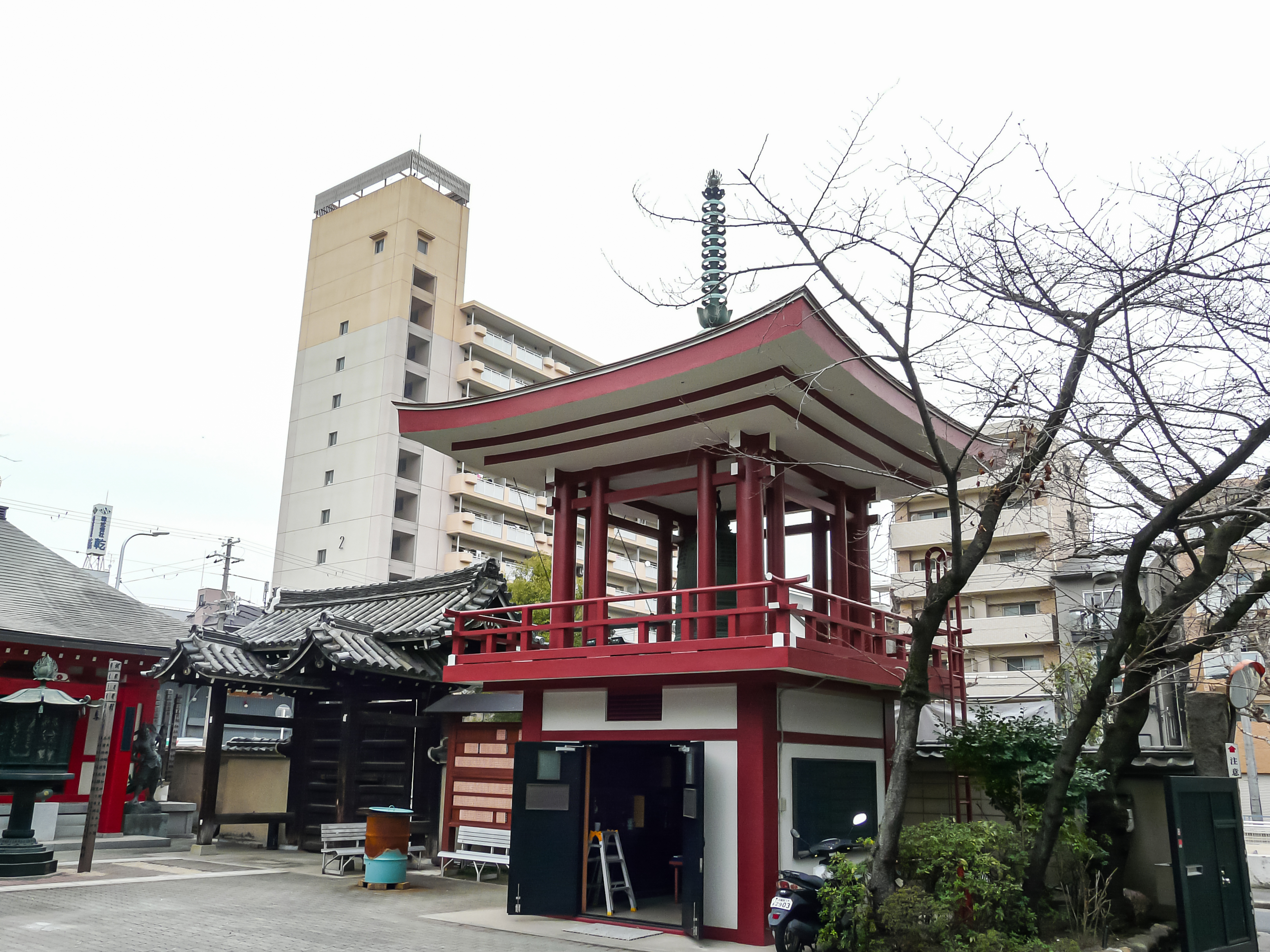
鐘楼堂
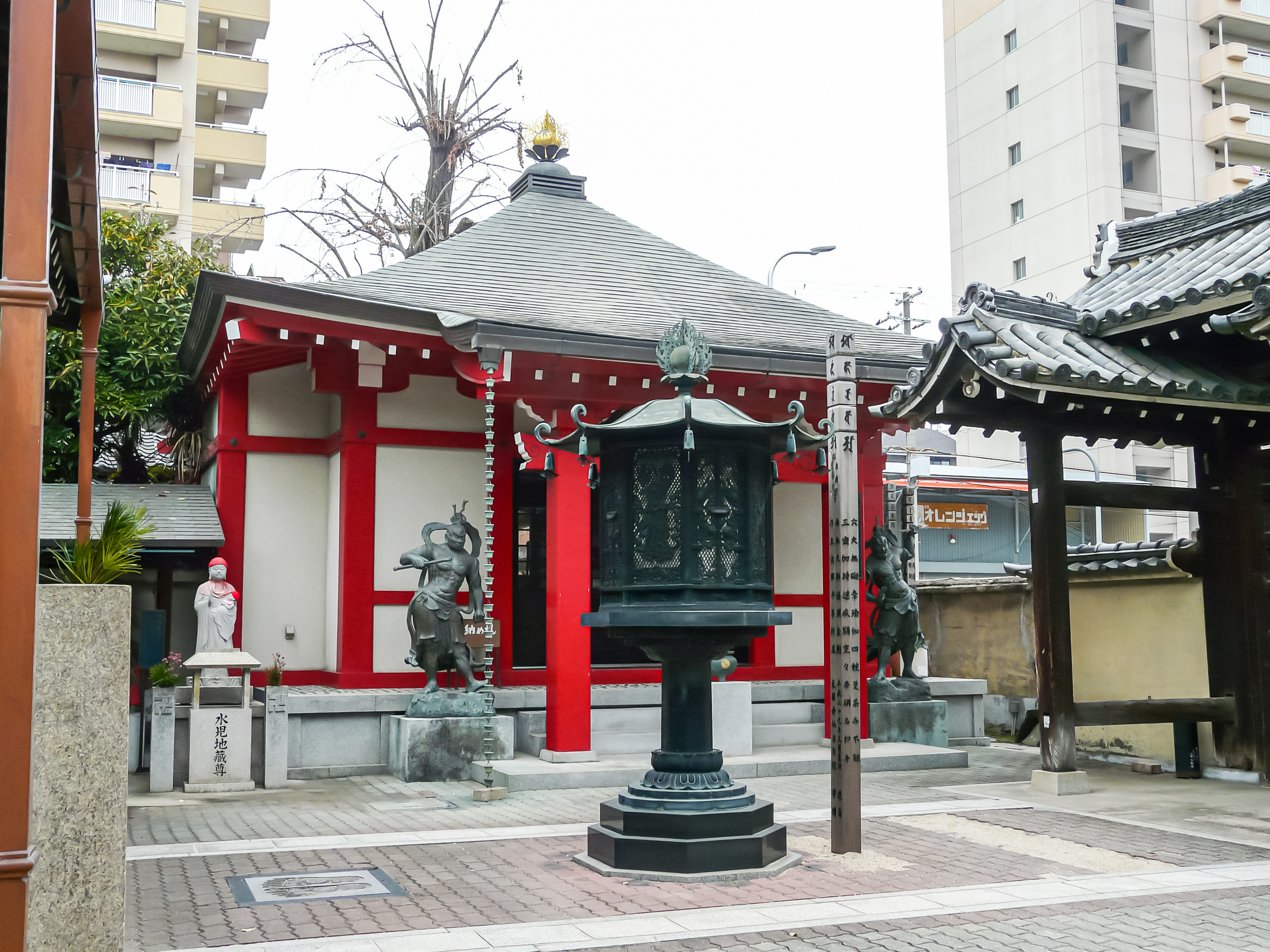
護摩堂

- 山門
- 石門（通用門）
- 水かけ不動尊
- 聖武天皇紀念碑
- 弘法大師像
- 鐘楼堂
- 護摩堂

## 前後の札所
摂津国八十八箇所
8 不動寺　-　9 国分寺　-　10 宝珠院
近畿三十六不動尊霊場
6 太融寺　-　7 国分寺　-　8 不動寺
西国薬師四十九霊場
16 四天王寺　-　17 国分寺　-　18 久安寺
おおさか十三仏霊場
8 太融寺　-　9 国分寺　-　10 大念仏寺

## 地名としての国分寺

### 地理
大阪市北区の東部に位置。北は長柄西・長柄中・長柄東、西は天神橋7丁目、北は都島通を挟んで菅栄町・樋之口町、東は旧淀川（大川）を挟んで都島区都島本通に接する。
地内中央を天満橋筋、北境を都島通がそれぞれ走っている。

#### 河川
- 旧淀川（大川）

### 沿革
元は西成郡川崎村、国分寺村、南長柄村のそれぞれ一部。
- 1889年（明治22年）4月1日 町村制施行により、西成郡川崎村、豊崎村大字国分寺・南長柄となる。
- 1897年（明治30年）4月1日 川崎村および豊崎村大字国分寺が大阪市へ編入され、北区川崎・豊崎大字国分寺となる。
- 1900年（明治33年） 天神橋筋東4丁目・天満橋筋西2 - 4丁目・天満橋筋7丁目・樋之口上之町の町名に改編。
- 1912年（明治45年）1月1日 豊崎村が町制を施行し、豊崎町大字南長柄となる。
- 1924年（大正13年） 天神橋筋東4丁目を吉山町、天満橋筋西2 - 4丁目の一部を国分寺町、天満橋筋7丁目を天満橋筋6丁目、樋之口上之町を樋之口町に改編。
- 1925年（大正14年）4月1日 豊崎町が大阪市へ編入され、東淀川区南長柄町となる。
- 1927年（昭和2年） 南長柄町の一部を長柄中通1丁目・長柄浜通1丁目に改編。
- 1943年（昭和18年）4月1日 吉山町・国分寺町・天満橋筋6丁目・樋之口町のそれぞれ都島通以北および長柄中通1丁目・長柄浜通1丁目が新設の大淀区へ転属。
- 1977年（昭和52年） 大淀区吉山町・国分寺町・天満橋筋6丁目・樋之口町および長柄中通1丁目の西部・長柄浜通1丁目の南部を国分寺1 - 2丁目の現行行政地名に改編。
- 1989年（平成元年）2月13日 大淀区と北区の合区により、北区へ転属。

### 世帯数と人口
2019年（平成31年）3月31日現在の世帯数と人口は以下の通りである。
| 丁目         | 世帯数    | 人口    |
| ------------ | --------- | ------- |
| 国分寺一丁目 | 864世帯   | 1,362人 |
| 国分寺二丁目 | 678世帯   | 1,039人 |
| 計           | 1,542世帯 | 2,401人 |

人口の変遷
国勢調査による人口の推移。
| 1995年（平成7年）  | 2,264人 | [ 7 ]  |  |
| 2000年（平成12年） | 2,512人 | [ 8 ]  |  |
| 2005年（平成17年） | 2,585人 | [ 9 ]  |  |
| 2010年（平成22年） | 2,423人 | [ 10 ] |  |
| 2015年（平成27年） | 2,484人 | [ 11 ] |  |

世帯数の変遷
国勢調査による世帯数の推移。
| 1995年（平成7年）  | 1,047世帯 | [ 7 ]  |  |
| 2000年（平成12年） | 1,425世帯 | [ 8 ]  |  |
| 2005年（平成17年） | 1,451世帯 | [ 9 ]  |  |
| 2010年（平成22年） | 1,475世帯 | [ 10 ] |  |
| 2015年（平成27年） | 1,518世帯 | [ 11 ] |  |

### 学区
市立小・中学校に通う場合、学区は以下の通りとなる。北区内の全ての市立中学校と、大阪市内の小中一貫校が対象で学校選択が可能（抽選を実施）。
| 丁目         | 番   | 小学校               | 中学校               |
| ------------ | ---- | -------------------- | -------------------- |
| 国分寺一丁目 | 全域 | 大阪市立豊崎東小学校 | 大阪市立新豊崎中学校 |
| 国分寺二丁目 | 全域 | 大阪市立豊崎東小学校 | 大阪市立新豊崎中学校 |

### 事業所
2016年（平成28年）現在の経済センサス調査による事業所数と従業員数は以下の通りである。
| 丁目         | 事業所数  | 従業員数 |
| ------------ | --------- | -------- |
| 国分寺一丁目 | 52事業所  | 302人    |
| 国分寺二丁目 | 58事業所  | 351人    |
| 計           | 110事業所 | 653人    |

### 施設
- 国分寺
- 本照寺
- 清光寺
- 正徳寺
- 淀川天神社
- さざなみプラザ - 都市再生機構の大規模住宅団地
- 都島橋

### 交通

#### 鉄道
- 地内に駅はなく、OsakaMetro（堺筋線・谷町線）、阪急千里線「天神橋筋六丁目駅」が最寄り駅である。

#### 道路
主要地方道
- 大阪市道大阪環状線（都島通）
- 都計新庄長柄線（天満橋筋）

### その他
日本郵便
- 〒531-0064[5]（集配局：大阪北郵便局[14]）